# Ayuntamiento de Guecho
El Ayuntamiento de Guecho (en euskera: Getxoko Udala) es el órgano encargado del gobierno y administración del municipio de Guecho, situado en la provincia de Vizcaya, comunidad autónoma del País Vasco en España.

## Alcaldes
| Periodo   | Nombre                             | Partido                                                      |
| --------- | ---------------------------------- | ------------------------------------------------------------ |
| 1979-1983 | Jesús Javier Aguirre Bilbao        | Euzko Alderdi Jeltzalea-Partido Nacionalista Vasco (EAJ-PNV) |
| 1983-1987 | Francisco Javier Urrechua Líbano   | Euzko Alderdi Jeltzalea-Partido Nacionalista Vasco (EAJ-PNV) |
| 1987-1991 | Juan Ramón Barquín Gaztelurrutia   | Euzko Alderdi Jeltzalea-Partido Nacionalista Vasco (EAJ-PNV) |
| 1991-1995 | Javier de Sarria Landarte          | Euzko Alderdi Jeltzalea-Partido Nacionalista Vasco (EAJ-PNV) |
| 1995-1999 | Humberto Cirarda Ortiz de Antiñano | Euzko Alderdi Jeltzalea-Partido Nacionalista Vasco (EAJ-PNV) |
| 1999-2003 | Iñaki Zarraoa Zabala               | Euzko Alderdi Jeltzalea-Partido Nacionalista Vasco (EAJ-PNV) |
| 2003-2007 | Iñaki Zarraoa Zabala               | Euzko Alderdi Jeltzalea-Partido Nacionalista Vasco (EAJ-PNV) |
| 2007-2011 | Imanol Landa                       | Euzko Alderdi Jeltzalea-Partido Nacionalista Vasco (EAJ-PNV) |
| 2011-2015 | Imanol Landa                       | Euzko Alderdi Jeltzalea-Partido Nacionalista Vasco (EAJ-PNV) |
| 2015-2019 | Imanol Landa                       | Euzko Alderdi Jeltzalea-Partido Nacionalista Vasco (EAJ-PNV) |
| 2019-2023 | Amaia Agirre                       | Euzko Alderdi Jeltzalea-Partido Nacionalista Vasco (EAJ-PNV) |
| 2023-act. | Amaia Agirre                       | Euzko Alderdi Jeltzalea-Partido Nacionalista Vasco (EAJ-PNV) |

## Pleno
| Partido político | Partido político                                                    | 1979   | 1983   | 1987   | 1991   | 1995   | 1999   | 2003   | 2007   | 2011   | 2015     | 2019     | 2023     |
| Partido político | Partido político                                                    | Ediles | Ediles | Ediles | Ediles | Ediles | Ediles | Ediles | Ediles | Ediles | Ediles   | Ediles   | Ediles   |
|                  | Euzko Alderdi Jeltzalea-Partido Nacionalista Vasco (EAJ-PNV)        | 13     | 12     | 9      | 11     | 10     | 11     | 11     | 10     | 10     | 9        | 11       | 9        |
|                  | Partido Popular del País Vasco (PP)                                 | —      | 5      | 4      | 5      | 8      | 9      | 9      | 10     | 9      | 5        | 5        | 6        |
|                  | Euskal Herria Bildu (EH Bildu)-Bildu                                | —      | —      | —      | —      | —      | —      | —      | —      | 4      | 4        | 4        | 6        |
|                  | Partido Socialista de Euskadi-Euskadiko Ezkerra (PSE-EE PSOE)       | 1      | 4      | 2      | 2      | 2      | 2      | 3      | 4      | 2      | 2        | 3        | 3        |
|                  | Elkarrekin Podemos (EP)-Ezker Anitza-IU                             | —      | —      | —      | —      | —      | —      | —      | —      | —      | 4        | 2        | 1        |
|                  | Ciudadanos (CS)                                                     | —      | —      | —      | —      | —      | —      | —      | —      | —      | 1        | 0        | —        |
|                  | Eusko Alkartasuna (EA)                                              | —      | —      | 4      | 2      | 2      | PNV    | PNV    | 0      | Bildu  | EH Bildu | EH Bildu | EH Bildu |
|                  | Euskadiko Ezkerra (EE)                                              | 0      | 2      | 2      | 2      | PSE-EE | PSE-EE | PSE-EE | PSE-EE | PSE-EE | PSE-EE   | PSE-EE   | PSE-EE   |
|                  | Euskal Herritarrok (EH)-Herri Batasuna (HB)                         | 4      | 2      | 4      | 3      | 2      | 3      | —      | —      | —      | —        | —        | —        |
|                  | Ezker Batua-Berdeak (EB-B)-Partido Comunista de Euskadi (PCE)       | 0      | 0      | 0      | 0      | 1      | 0      | 2      | 1      | 0      | —        | —        | —        |
|                  | Centro Democrático y Social (CDS)-Unión de Centro Democrático (UCD) | 7      | —      | 0      | 0      | —      | —      | —      | —      | —      | —        | —        | —        |

## Resultados electorales históricos
| Partido político                                                    | 1979  | 1979   | 1983  | 1983   | 1987  | 1987   | 1991  | 1991   | 1995   | 1995   | 1999   | 1999   | 2003        | 2003        | 2007   | 2007   | 2011   | 2011   | 2015     | 2015     | 2019     | 2019     | 2023     | 2023     |
| Partido político                                                    | %     | Ediles | %     | Ediles | %     | Ediles | %     | Ediles | %      | Ediles | %      | Ediles | %           | Ediles      | %      | Ediles | %      | Ediles | %        | Ediles   | %        | Ediles   | %        | Ediles   |
| Euzko Alderdi Jeltzalea-Partido Nacionalista Vasco (EAJ-PNV)        | 45,37 | 13     | 46,15 | 12     | 31,87 | 9      | 38,42 | 11     | 36,29  | 10     | 37,98  | 11     | 43,39       | 11          | 35,88  | 10     | 33,70  | 10     | 34,09    | 9        | 39,06    | 11       | 31,73    | 9        |
| Partido Popular del País Vasco (PP)                                 | —     | —      | 19,68 | 5      | 14,35 | 4      | 20,53 | 5      | 30,65  | 8      | 33,76  | 9      | 33,40       | 9           | 33,85  | 10     | 30,83  | 9      | 18,59    | 5        | 16,51    | 5        | 21,69    | 6        |
| Euskal Herria Bildu (EH Bildu)-Bildu                                | —     | —      | —     | —      | —     | —      | —     | —      | —      | —      | —      | —      | —           | —           | —      | —      | 16,75  | 4      | 14,41    | 4        | 14,74    | 4        | 20,16    | 6        |
| Partido Socialista de Euskadi-Euskadiko Ezkerra (PSE-EE PSOE)       | 6,46  | 1      | 15,27 | 4      | 9,70  | 2      | 10,40 | 2      | 8,66   | 2      | 10,05  | 2      | 13,18       | 3           | 16,18  | 4      | 9,91   | 2      | 7,62     | 2        | 10,87    | 3        | 10,32    | 3        |
| Elkarrekin Podemos (EP)-Ezker Anitza-IU                             | —     | —      | —     | —      | —     | —      | —     | —      | —      | —      | —      | —      | —           | —           | —      | —      | —      | —      | 14,54    | 4        | 7,88     | 2        | 5,59     | 1        |
| Ciudadanos (CS)                                                     | —     | —      | —     | —      | —     | —      | —     | —      | —      | —      | —      | —      | —           | —           | —      | —      | —      | —      | 5,91     | 1        | 3,21     | 0        | —        | —        |
| Eusko Alkartasuna (EA)                                              | —     | —      | —     | —      | 14,53 | 4      | 8,76  | 2      | 7,90   | 2      | PNV    | PNV    | PNV         | PNV         | 4,07   | 0      | Bildu  | Bildu  | EH Bildu | EH Bildu | EH Bildu | EH Bildu | EH Bildu | EH Bildu |
| Euskadiko Ezkerra (EE)                                              | 4,38  | 0      | 7,51  | 2      | 10,42 | 2      | 7,72  | 2      | PSE-EE | PSE-EE | PSE-EE | PSE-EE | PSE-EE      | PSE-EE      | PSE-EE | PSE-EE | PSE-EE | PSE-EE | PSE-EE   | PSE-EE   | PSE-EE   | PSE-EE   | PSE-EE   | PSE-EE   |
| Euskal Herritarrok (EH)-Herri Batasuna (HB)                         | 16,73 | 4      | 10,15 | 2      | 14,60 | 4      | 12,65 | 3      | 9,30   | 2      | 13,36  | 3      | Ilegalizado | Ilegalizado | —      | —      | —      | —      | —        | —        | —        | —        | —        | —        |
| Ezker Batua-Berdeak (EB-B)-Partido Comunista de Euskadi (PCE)       | 2,58  | 0      | 1,24  | 0      | 0,72  | 0      | 1,17  | 0      | 7,19   | 1      | 4,22   | 0      | 7,34        | 2           | 6,62   | 1      | 2,54   | 0      | —        | —        | —        | —        | —        | —        |
| Centro Democrático y Social (CDS)-Unión de Centro Democrático (UCD) | 23,43 | 7      | —     | —      | 3,35  | 0      | 0,37  | 0      | —      | —      | —      | —      | —           | —           | —      | —      | —      | —      | —        | —        | —        | —        | —        | —        |

## Evolución de la deuda viva
El concepto de deuda viva contempla solo las deudas con cajas y bancos relativas a créditos financieros, valores de renta fija y préstamos o créditos transferidos a terceros, excluyéndose, por tanto, la deuda comercial.
| Gráfica de evolución de la deuda viva del Ayuntamiento entre 2008 y 2023             |
|                                                                                      |
| Deuda viva del Ayuntamiento en miles de euros según datos del Ministerio de Hacienda |